# (32609) Jamesfagan
(32609) Jamesfagan est un astéroïde de la ceinture principale.

## Description
(32609) Jamesfagan est un astéroïde de la ceinture principale. Il fut découvert le 24 août 2001 à Socorro (Nouveau-Mexique) par le projet LINEAR. Il présente une orbite caractérisée par un demi-grand axe de 3,02 UA, une excentricité de 0,20 et une inclinaison de 1,5° par rapport à l'écliptique.